# Synopeas carinifrons
Synopeas carinifrons är en stekelart som beskrevs av Peter Neerup Buhl 2001. Synopeas carinifrons ingår i släktet Synopeas och familjen gallmyggesteklar. Inga underarter finns listade i Catalogue of Life.